# George Vasey
George Vasey, född den 28 februari 1822 i Snainton, North Yorkshire, död den 4 mars 1893 i Washington, D.C., var en brittiskfödd amerikansk botaniker specialiserad på gräs.
Auktorsnamnet Vasey kan användas för George Vasey i samband med ett vetenskapligt namn inom botaniken; se Wikipediaartiklar som länkar till auktorsnamnet.